# Terminal Tower (Cleveland)
Der Terminal Tower ist ein Wolkenkratzer in Cleveland im US-Bundesstaat Ohio. Er gehört einem Gebäudekomplex an, dem Tower City Center. Eigentlich sollte der Turm erst 1930 mit dem Komplex gemeinsam eingeweiht werden, doch erste Mieter zogen bereits 1928 ein, so dass dieses Jahr als Zeitpunkt der Fertigstellung gelten kann. Damals (1928) war es das zweithöchste Gebäude der Welt nach dem Woolworth Building in New York. Wenn man von den Wolkenkratzern in New York absieht, blieb der Terminal Tower das höchste Hochhaus der Welt, bis er 1953 von der Lomonossow-Universität in Moskau überragt wurde.
Eine Aussichtsplattform ist vorhanden, zurzeit aber nur am Wochenende für Besucher geöffnet. Begründet wird dies offiziell damit, dass die Besucher während der Arbeitszeit die Büroangestellten nervös machen würden. Seit 1930 wird der Wolkenkratzer zudem als Leuchtturm genutzt, indem an seiner Spitze ein Stroboskop blinkte. Obwohl das Leuchtfeuer in den 1960er Jahren obsolet wurde, wird das Gebäude bis heute jede Nacht in verschiedenen Farben angestrahlt, z. B. weiß-rot am polnischen Nationalfeiertag, weil in Cleveland und Umgebung viele polnische Einwanderer leben.
Der Turm ist auch für das Ballonfest 1986 bekannt, als die Ballons gegen den Turm geblasen wurden.